# Sneguročka

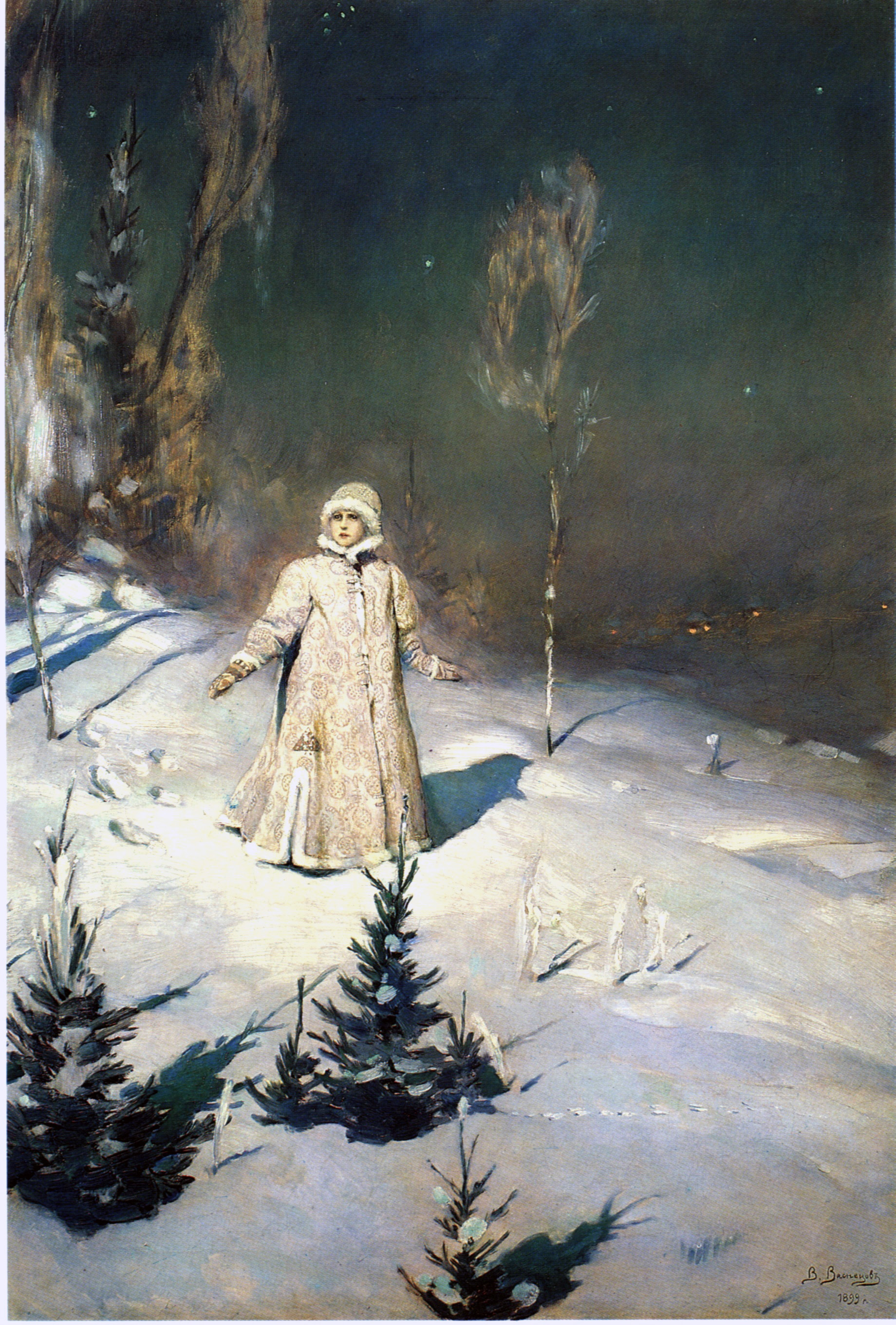
Sneguročka raffigurata da Viktor Michajlovič Vasnecov

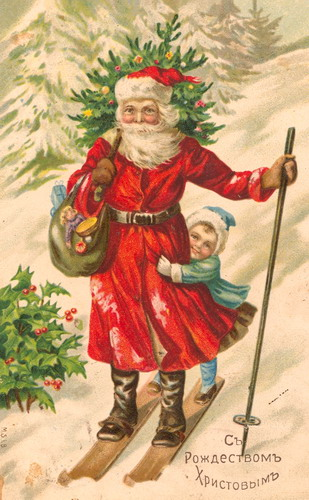
Sneguročka e Nonno Gelo in una cartolina natalizia russa

Sneguročka (in russo Снегу́рочка?, pronuncia: [sʲnʲɪˈɡurət͡ɕkə]) o Snegurka (Снегу́рка), ovvero Fanciulla di neve o Nevina (dal russo: sneg, "neve"), è un personaggio del folclore russo, che si ritrova in varie fiabe e leggende popolari.
A partire dall'epoca sovietica, tale figura è stata associata anche al periodo natalizio, e al Capodanno in modo particolare, dove compare come nipote del portatore di doni Nonno Gelo (Ded Moroz).
Il personaggio, riconducibile probabilmente a credenze pagane degli antichi Slavi, divenne popolare nel XIX secolo grazie ad un'opera teatrale di Aleksandr Nikolaevič Ostrovskij. Alla figura di Sneguročka sono state dedicate opere teatrali e musicali, film, ecc.

## Descrizione
Sneguročka viene descritta come una bella ragazza dai capelli biondi a treccia, che porta un vestito azzurro bordato di pelliccia.
Secondo la leggenda, Sneguročka sarebbe la figlia della Primavera e dell'Inverno e fa la propria comparsa d'inverno, per poi fare ritorno nel lontano nord durante l'estate. A lei è impedito di amare: se dovesse innamorarsi, il suo corpo si scioglierebbe come neve.
Come accompagnatrice di Nonno Gelo, vive insieme a lui a Velikij Ustjug e distribuisce regali ai bambini.

## Leggende
Una leggenda racconta che Sneguročka era la figlia di due persone che non riuscivano ad avere figli e, per questo motivo, decisero di "fare" una figlia con della neve. Un giorno, Sneguročka, che d'estate si sentiva sempre triste, andò in un bosco con altre ragazze per raccogliere dei fiori; le ragazze accesero poi un falò, attorno al quale si misero a saltare: lo fece anche Sneguročka, che però si sciolse diventando una nuvola.
Un'altra leggenda racconta che Sneguročka era la figlia della Fata Primavera e del Vecchio Inverno e che Jarilo, il Sole, l'aveva condannata a morire se mai si fosse innamorata di qualche ragazzo; per questo motivo, viene tenuta a lungo nascosta dalla madre. Un giorno però Sneguročka conosce Mizgir', il fidanzato della sua migliore amica, e se ne innamora, ricambiata: questo sentimento però costa la vita a Sneguročka, che si scioglie colpita da un raggio di sole; Mizgir', affranto dal dolore, decide di togliersi la vita, gettandosi in un lago.

## Il personaggio nella cultura di massa

### Teatro
- A Sneguročka è dedicata l'opera teatrale di Aleksandr Nikolaevič Ostrovskij Sneguročka[2], per la quale Pëtr Il'ič Čajkovskij compose delle musiche di scena.

### Musica
- Al personaggio è dedicata un'opera musicale di Aloisius Ludwig Minkus del 1879[6]
- A Sneguročka è dedicata l'opera musicale di Nikolaj Andreevič Rimskij-Korsakov del 1882 Sneguročka (Снегурочка: Весенняя сказка)[7][8]
- Luciano Berio scrisse le musiche per un omonimo radiodramma andato in onda il 26 marzo 1958, con la traduzione di Ettore Lo Gatto e la regia di Alessandro Brissoni.

### Cinema
- Alla figura di Sneguročka è dedicato il film d'animazione del 1952, ispirato all'opera di Ostrovskij e diretto da Ivan Ivanov-Vano, Sneguročka[9][10]
- Alla figura di Sneguročka è dedicato il film del 1969, diretto da Pavel Kadočnikov, La bambina di neve[11]

### Letteratura
- La figura di Sneguročka viene citata nel libro EndWar scritto da Tom Clancy, come figura ambigua dei servizi segreti russi (GRU).